# 伊賀国庁跡

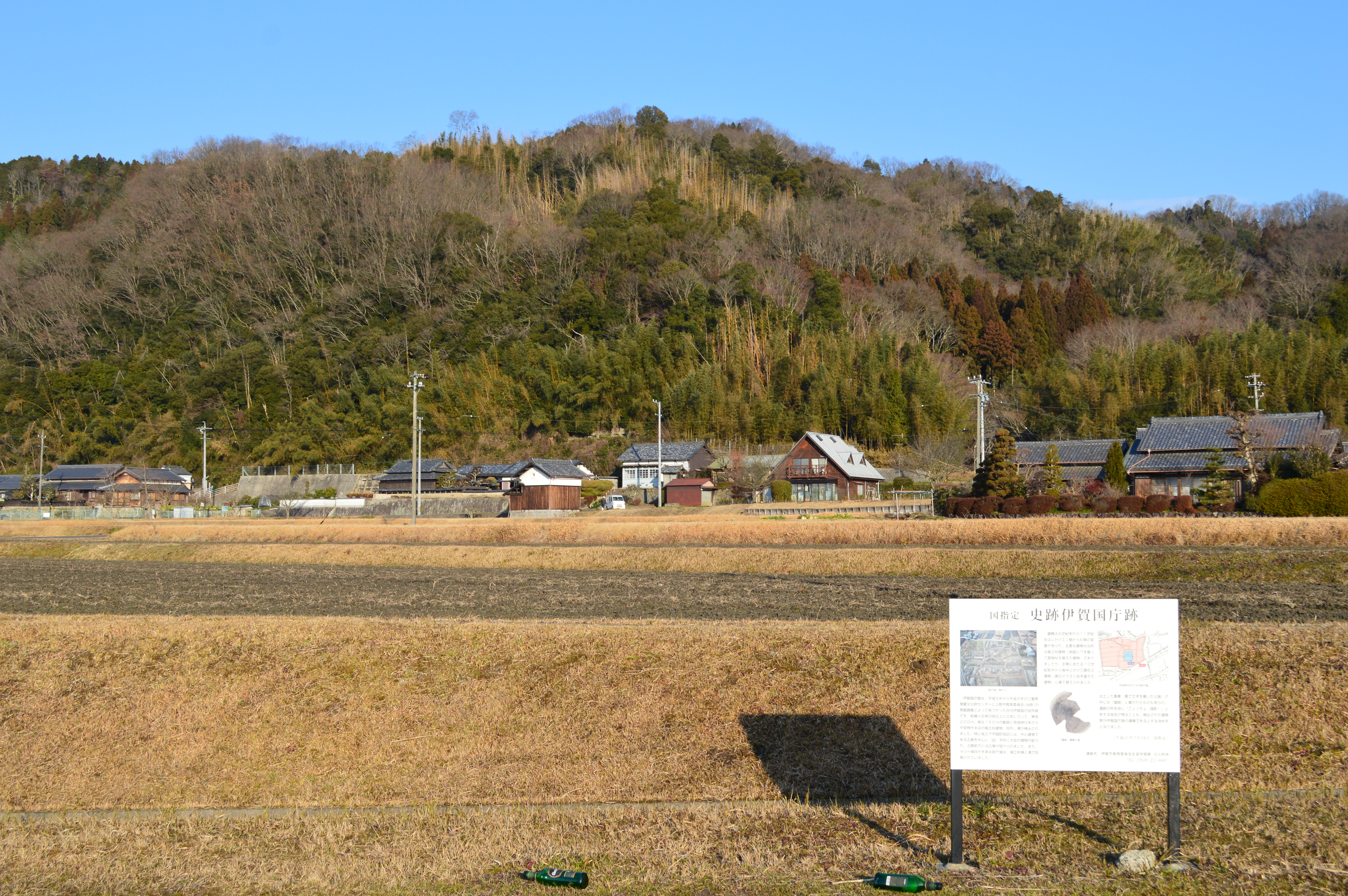
伊賀国庁跡

伊賀国庁跡（いがこくちょうあと）は、三重県伊賀市大字坂之下字国庁（国町）に所在する、律令制下の地方行政機関の施設跡である。律令体下での下国の国庁の造営と変遷の実態がよくわかる遺構として、2009年（平成21年）7月23日に国の史跡に指定された。

## 発見前
長らく伊賀国庁の所在地は不明とされていたが、東西4キロメートル・南北3キロメートルの範囲をもつ「府中」という地名が存在することから、この範囲内に国庁があったことは知られていた。印代村は条里制遺構がよく残る万町の沖の一部で、条路と里路が交わる条里制遺構サシガネ（大工の使う曲尺の意味）を朱雀大路に見立て、国庁跡と推測されていた。また、大字西条に残る「国府湊」の地名を、藤堂元甫が著した『三国地誌』にある「国府湊、国府」という記述に比定し、裏付けとされていた。1988年（昭和63年）に印代で発掘調査が行われたが、奈良・平安時代の遺構はほとんど発見されずに終わった。この直後の大字坂之下での圃場整備の際に国庁跡が発見されることになる。

## 発見・発掘
1988年（昭和63年）、圃場整備の際に掘立柱建物の遺構が発見され、「國厨（）」と書かれた墨書土器が出土したことから伊賀国庁跡と断定された。「國厨」と書かれた墨書土器は稲荷前A遺跡（推定相模国府跡）、周防国衙跡や薩摩国府跡でも発見されている。また、遺構の位置する小字が「国庁さん（）」と呼ばれていることや、一帯が「府中」と呼ばれていること、明治時代の史料に柘植川北岸に伊賀国庁跡があるという旨の記述があることも根拠となった。遺構は3つの小川が合流する地点に隣接しているが、これは水利に適した場所を独占する意図があったと考えられている。南には、交通の要衝である東海道が通っていたとされる。
政庁跡と推測される遺構を囲む柱列は1辺40メートルの方形で、沿って溝が巡らされていた。国庁の範囲は、水田の高低差から東西200メートル・南北150メートルと推測されている。おおよそ飛鳥時代から存在していたとされるが、10世紀後半の土器が完形のまま残され、炭と共に出土したことから、この時期に廃絶されたものと考えられている。

## 現在

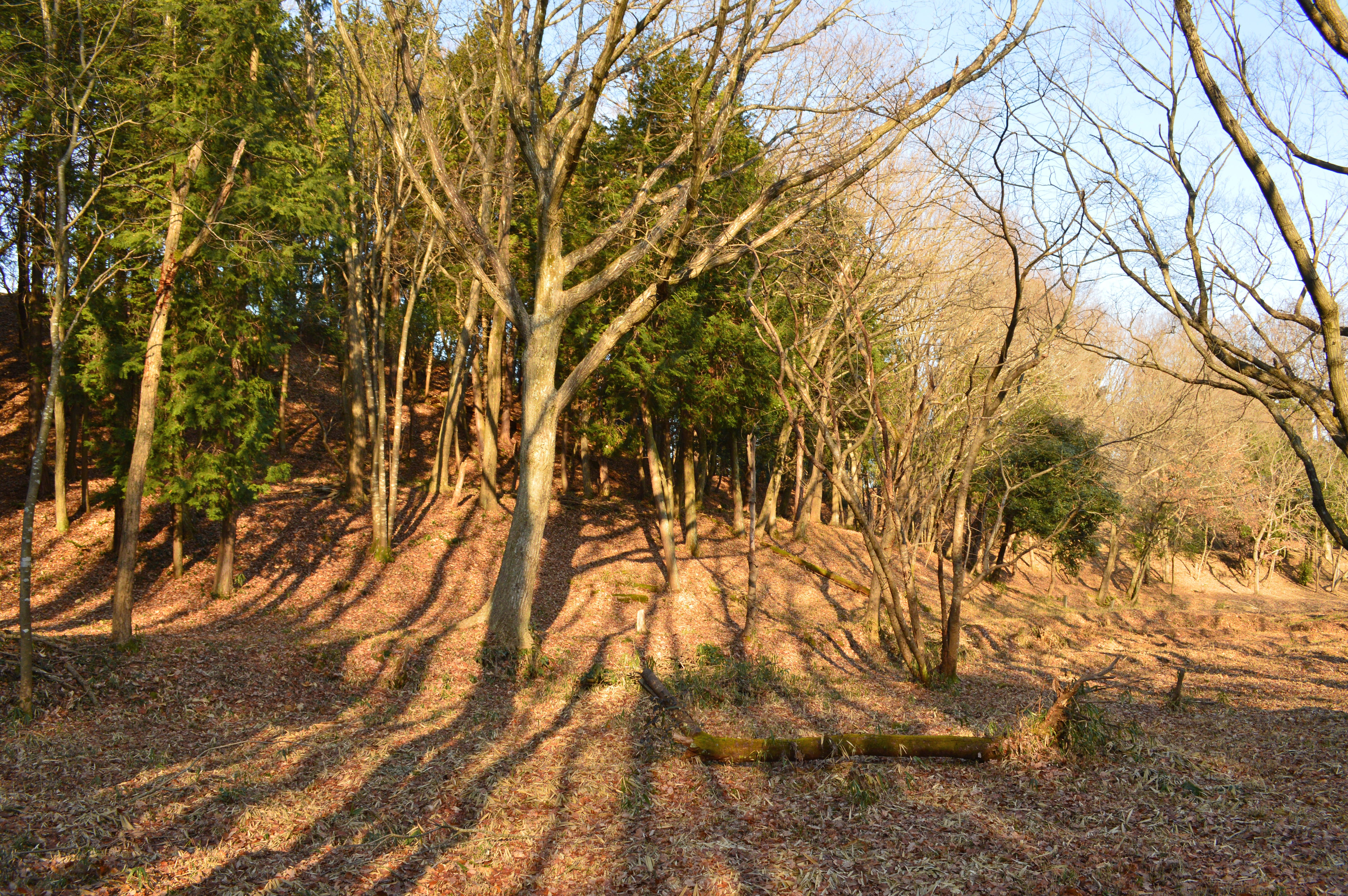
御墓山古墳

JR関西本線佐那具駅から徒歩約5分の場所に所在する。現在は大部分が水田に埋め戻されている。周辺には古墳時代から平安時代までの遺構が散見され、古くから栄えた地域であることが確認できる（外山 鷲棚古墳群、楽音寺跡（別名 国分寺）、外山大坪遺跡、御墓山古墳、勘定塚古墳、敢国神社、小宮神社、波多岐神社）。また、2015年（平成27年）から遺構を保存整備することが計画されている。

## 構造の変遷
構造の変遷は、Ⅰ期からⅣ期までに分類される。

### Ⅰ期
期間は8世紀末から9世紀前半までと推定される。正殿1棟、東脇殿2棟、西脇殿2棟、曹司1棟の掘立柱の遺構が発掘された。

### Ⅱ期
期間は9世紀前半から10世紀前半までと推定される。正殿1棟、前殿1棟、東脇殿1棟、西脇殿1棟、南門1棟の掘立柱の遺構が発掘された。

### Ⅲ期
期間は10世紀前半から10世紀後半までと推定される。正殿1棟、東脇殿1棟、西脇殿1棟、南門1棟の遺構が発掘された。この期間に礎石建物に建て替えられた。

### Ⅳ期
期間は10世紀後半から11世紀中頃までで、衰退期と推定される。発掘された遺構は正殿1棟、東脇殿1棟に留まる。

## 出土遺物
以下の官衙遺跡関連の遺物が出土している。
- 緑釉陶器
- 灰釉陶器
- 饗膳具（坏・皿）
- 「国厨」と書かれた須恵器
- 「阿」と書かれた須恵器
- 硯
- 八稜鏡
- 掘立柱の根元
- 馬歯
- 鉄滓